# 马化腾
马化腾 （1971年10月29日—），祖籍廣東潮陽縣（現汕頭市潮南區），生于广东省東方縣（今海南省东方市）八所港，中华人民共和国企业家，无党派人士，是廣東深圳騰訊公司現任董事會主席兼首席執行官、中华人民共和国第十二届、第十三届全国人大代表。
馬化騰1984年隨家人從东方县遷至深圳，畢業於深圳大學計算机系，於1998年11月創辦騰訊。其公司代表作腾讯QQ，為在中國大陸範圍內影響力最大的个人網路即時通訊軟體之一，一般外界稱他為 “QQ之父”。在2016年的胡润慈善榜中，马化腾捐款数额達139亿元，於慈善榜上排第一名。馬化騰在福布斯2019年億萬富翁排行榜中名列第20位，資產達到388亿美元，與馬雲、张一鸣、钟睒睒等人皆列為2021福布斯中国内地富豪榜单前10名。
曾先后入选《财富》中国最具影响力的50位商界领袖之首，《时代》年度百大影响力人物，改革开放40年百名杰出民营企业家。

## 人物生平
1971年10月马化腾出生于海南黎族苗族自治州东方县（今海南省东方市）八所港，幼时在八所港子弟学校就读。1984年马化腾随父母迁至深圳，就读于深圳中学。1989年考入深圳大学计算机专业。
1993年毕业，进入润迅通信发展有限公司，从专注于寻呼软件开发的软件工程师一直做到开发部主管。1998年，马化腾创办腾讯计算机系统有限公司。
2004年榮獲CCTV2004經濟年度人物新銳獎，身價已達8.98億元。2009年，当选中国经济十年商业领袖。2009年，馬化騰以1.57億港元，購入大坑名門3座57及58樓A、B及C室全層3個複式戶，面積共7183方呎，呎價21857元。2010年，福布斯富豪排行榜第249位，大陆富豪第6位。2010年5月14日，“2010新财富500富人榜”，以336.2亿元资产排名第5位。2013年当选为全国人大代表。
2013年，《理財週報》第五次發布了“3000中國家族財富榜”，馬化騰憑藉467億元身價登頂首富寶座。2013年以620億元人民幣名列胡潤百富榜第3位，以622億元人民幣名列福布斯中國富豪榜第5位。2016年4月19日，馬化騰捐1亿騰訊股成立慈善基金，總市值達165億港幣。2017年8月7日，腾讯市值以3883.5亿美元超过阿里巴巴市值3878亿美元，福布斯实时富豪榜，马化腾（第18位）超越马云（第20位），成为中国首富。2018年２月，马化腾于2018胡润全球富豪榜以2950亿成全球华人首富。2020年4月，《富比士》公佈的全球富豪榜，马化腾以淨資產381億美元，排名第20名。
2018年4月28日，马化腾出版图书《指尖上的中国》正式上市，讲述了中国作为移动互联大国整个社会变迁的过程。在书里有各个领域的非常鲜活、生动的案例。
2015年中华全国青年联合会第十二届副主席。2018年12月18日，马化腾被中共中央、国务院授予改革先锋称号，颁授改革先锋奖章，马化腾获得的评价是“‘互联网+’行动的探索者”。

## 主要著作
- 《互联网+：国家战略行动路线图》马化腾等三人，2015中信出版社
- 《分享经济:供给侧改革的新经济方案》2016年中信出版社
- 《指尖上的中国》2018年外文出版社
- 《粤港澳大湾区》马化腾等三人，2018中信出版社

## 事业争议

### 抄袭与模仿
马化腾領導的腾讯公司的大量產品都有明顯的抄襲痕跡，一些中國大陸的業界人士對马化腾的這種作風表示不满，阿里巴巴集團的前CEO馬雲認為：「現在騰訊拍拍網最大的問題就是沒有創新，所有的東西都是抄來的」。
新浪網原總裁兼CEO王志東更嚴辭批評：「馬化騰是業內有名的抄襲大王，而且他是明目張膽地、公開地抄……」。而马化腾本人对此表示「抄可以理解成學習，是一種吸收，是一種取長補短。」

### 百亿富豪领住房补贴
一则2010年10月12日深圳市人力资源和社会保障局发布的「深圳市高层次专业人才2010年第三季度住房补贴拟发放及拟中止发放人员名单」社会公示信息中，附件1《深圳市高层次专业人才2010年第三季度拟发放人员名单.doc》中赫然出现马化腾的名字，其中还包括腾讯、华为、TCL等知名企业的多名高管均在住房补贴名单中。
《2010胡潤內地IT富豪榜》中顯示，馬化騰位列中國內地IT富豪榜第二位（僅次李彥宏），總資產达293億元人民幣。身為擁有百億身家的富豪，卻還領取每月3100元的住房補貼，在房價高企，大眾無力承擔的今天，這種強烈反差，引發社會熱議，被批评為“劫貧濟富”，更有網友形容其為“乞丐碗裡爭肉末”。但是其補貼是專業人士的住屋補貼。

## 家庭成员
- 父亲：马陈术，中国共产党党员，南下干部，为中专学历，经济师，曾担任交通部海南八所港务局会计、统计员、计划科科长、副局长，深圳市航运总公司计财部经理、总经理，深圳市盐田港建设指挥部副总指挥，深圳市盐田港集团有限公司副总经理，1997年被选为盐田港上市公司的董事，现在已经退休。
- 母亲：黄惠卿，腾讯公司第一任董事长，公司创立时曾拥有60%的股份，现也已退休。

## 个人荣誉
| 获奖时间                                                          | 奖项说明                                                                                                   |
| ----------------------------------------------------------------- | --- |
| 2004年CCTV中国经济年度人物新锐奖                                  | 由中央电视台（该届共奖12人/件，新锐奖1人）                                                                 |
| 美国《时代周刊》和有线新闻网2004全球最具影响力商界人士            | 美国《时代周刊》和有线新闻网（注：该届25人当选）                                                           |
| 2005年百億富豪領住房補貼金獎                                      | 百億富豪領賞住房補貼                                                                                       |
| 2006年全球青年领袖                                                | 国际经济组织，达沃斯经济论坛                                                                               |
| 2006年第八届“广东青年五四奖章”                                    | 中国共青团广东省委（该届有10位青年获选）                                                                   |
| 2006第四届“中国IT十大财经人物暨十佳市场策划”                      | 本届由《财经时报》《财经文画》主办，腾讯等协办                                                             |
| 2006《中国企业家》最具影响力的企业领袖                            | 《中国企业家》主办（该届25人当选）                                                                         |
| 2007《中国经济周刊》中国改革开放30年经济百人榜                    | 由《中国经济周刊》主办、人民日报海外版等协办                                                               |
| 2007年《时代》杂志评选出了本年度“世界100名最具权威和影响力的人物” | 名单将百名人物划分为五个类别：艺术家及娱乐界人士、科学家及思想家、领袖及革命者、创建家与巨擘、英雄及先行者 |
| 2009CCTV中国经济年度人物“十年商业领袖”                            | 由中央电视台（央视年度人物附属奖项，10人当选）                                                             |
| 2012捐款列福布斯2012年“中国慈善榜”第11位                          | 该榜为福布斯中国富豪榜附属榜                                                                               |
| 2013捐款列福布斯2013年“中国慈善榜”第6位                           | 该榜为福布斯中国富豪榜附属榜                                                                               |
| 2013胡润百富榜之“2013中国十大创新企业家”第2位                     | 该榜为胡润百富榜附属榜                                                                                     |
| 胡润百富榜之“2013胡润IT及娱乐富豪榜”IT第1位                       | 该榜为胡润百富榜附属榜                                                                                     |
| 2019捐款列福布斯2019年“中国慈善榜”第4位                           | 该榜为福布斯中国富豪榜附属榜                                                                               |